# Cave Spring (Georgie)
Cave Spring je město v Floyd County, v Georgii, ve Spojených státech amerických. V roce 2011 žilo ve městě 1200 obyvatel.

## Demografie
Podle sčítání lidí v roce 2000 žilo ve městě 975 obyvatel, 404 domácností a 281 rodin. V roce 2011 žilo ve městě 572 mužů (47,7%), a 628 žen (52,3%). Průměrný věk obyvatele je 41 let.